# Meiolania
Genre
Espèces de rang inférieur
- † M. brevicollis Megirian, D. 1992
- † M. damelipi White et al., 2010
- † M. platyceps Owen, 1886
- † M. mackayi Anderson, C., 1925

Meiolania (« humble errante ») désigne un genre éteint de tortues cryptodires ayant vécu de l'Oligocène à l'Holocène, ayant des dimensions allant de 0,7 mètre à 2 mètres. Les plus récents individus connus, appartenant à l'espèce M. mackayi vivaient en Nouvelle-Calédonie il y a 2 000 ans.
Le genre est attesté en Australie, sur l'île Lord Howe, en Nouvelle-Calédonie, au Vanuatu et possiblement aux îles Fidji.

## Description

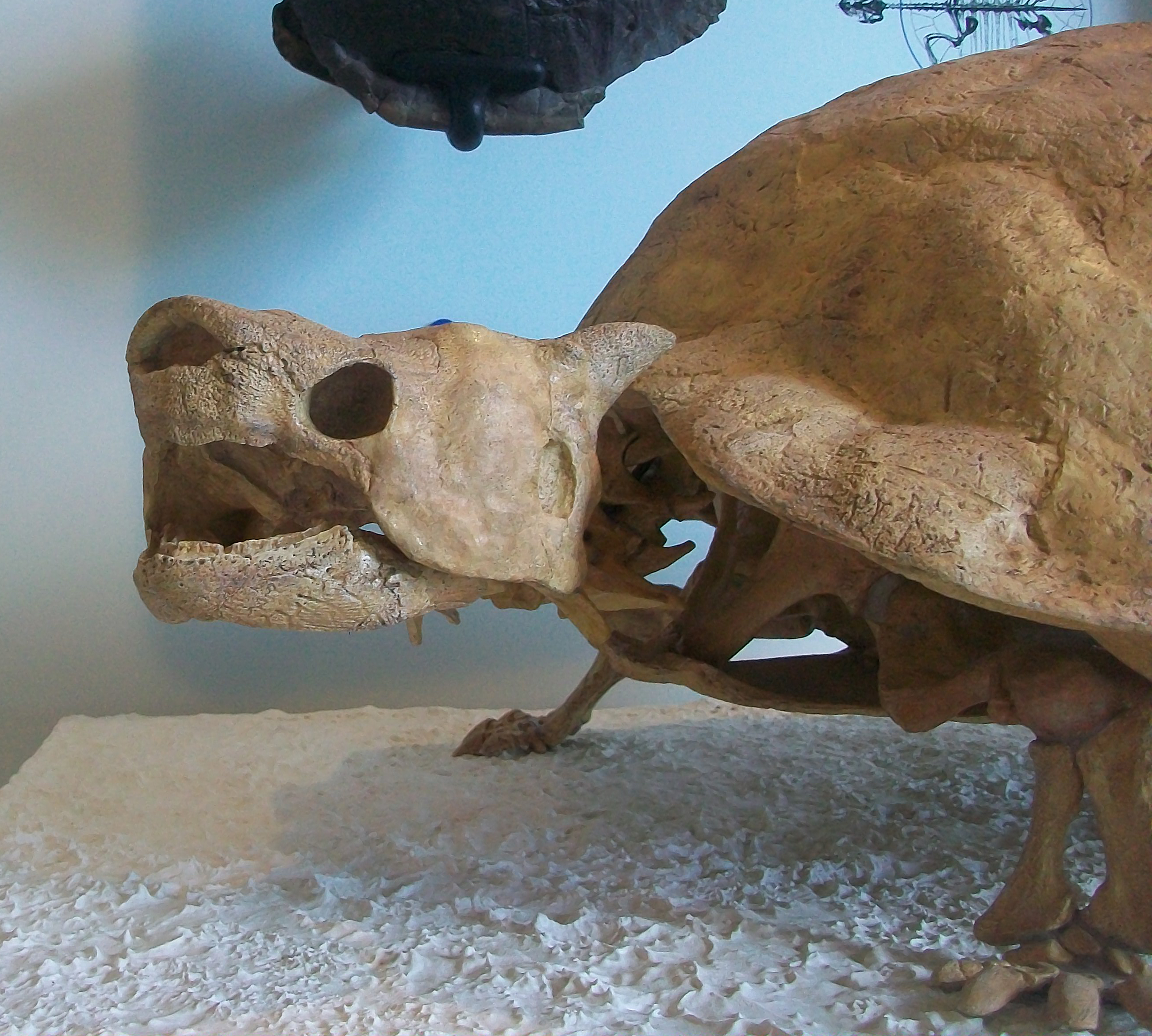
Détail du crâne de Meiolania platyceps.

Les espèces du genre Meiolania avaient un crâne atypique qui arborait de nombreuses saillies ressemblant à des bosses et des cornes. Les deux grandes « cornes », qui pointaient vers l'extérieur, donnaient au crâne une largeur totale de plus de 60 cm et protégeaient son cou, mais empêchaient l'animal de rentrer sa tête dans sa carapace. La queue était protégée par une série d'anneaux blindés et des pointes épineuses à son extrémité.

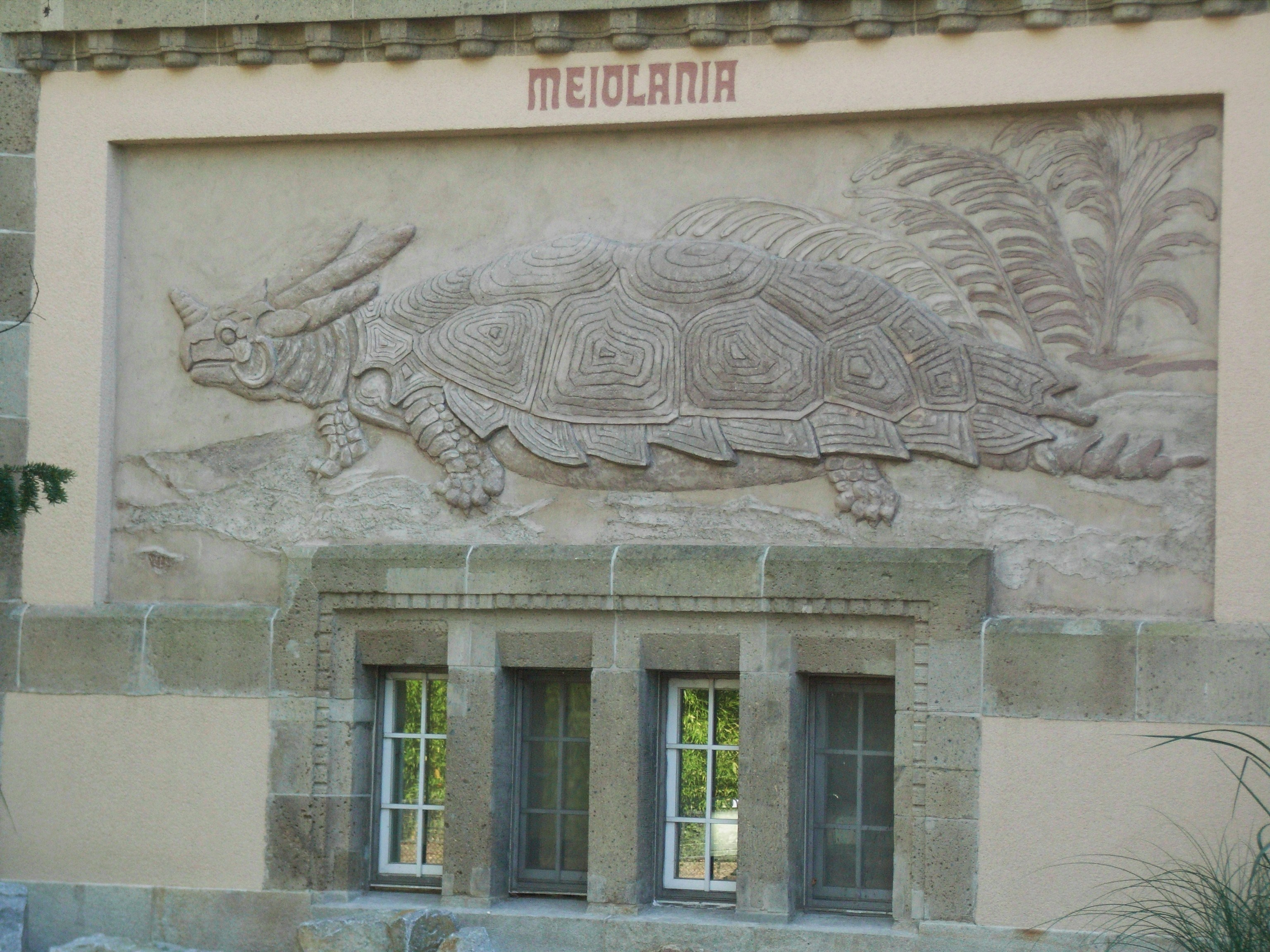
Bas-relief de Meiolania par le paléoartiste Heinrich Harder, 1916.